# Бачата
За музику погледајте Бачата (музика)
Бачата је плес из Доминиканске Републике. Основни корак се састоји од три корака и тепа. Код прва три корака тежина се пребацује на стајну ногу, а на четвртом кораку се избацује кук супротно од смера кретања ногу или се направи теп (додиривање пода прстима). Партнери играју одвојени или тело уз тело, у зависности од расположења. Сваки четврти такт је у музици посебно наглашен. 
Партнери могу бити одвојени или играти један уз друго, у зависности од расположења. Мушкарац води партнерку тако што јој рукама и горњим делом тела даје сигнале. Жена на исти начин одговара односно прати партнера.
По основном кораку бачата је слична салси (броји се 1-2-3 пауза, 5-6-7-пауза) али је карактер плеса и кретање односно извођење корака сасвим другације. Можете се кретати у страну, напред, назад, у круг, играти у месту. По овоме је бачата слична меренги.
Када се све ово укомбинује основни корак и кретање су веома једноставни, али за фигуре треба вежба као и за салсу. Фигуре које се изводе у салси могуће је изводити и у бачати.

## Стилови бачате
Временом су у Европи и Северној Америци развијени различити стилови баћате:
- Доминикански стил - оригинална бачата из Доминиканске Републике, односно карипска бачата. Кретања су слободнија него код осталих стилова. Партнери су или одвојени или приљубљени, а чести су кратки окрети.
- Традиционални стил - стил развијен у Европи и САД, заснован на старијем доминиканском стилу. То је и најчешће коришћен стил у свету. Главна карактеристика овог стила је благо избацивање кука на четвртом такту и играње блиско уз партнера.
- Модерни стил - у овом стилу честа су укрштања ногу на 1, 2. и 3. такту, док се на 4. избацује кук као у традиционалном стилу. У стилу има доста играчких фигура.
- Бачатанго (бачата танго) - модерни стил. Садржи елементе аргентинског танга. Осим кретања лево-десно, укључено је повремено кретање напред-назад.
- Руеда де бачата – слично као и у Руеда де салса, парови играју у круг под командом вође. Он најављује фигуре који ће се играти.